# Peter Skinner

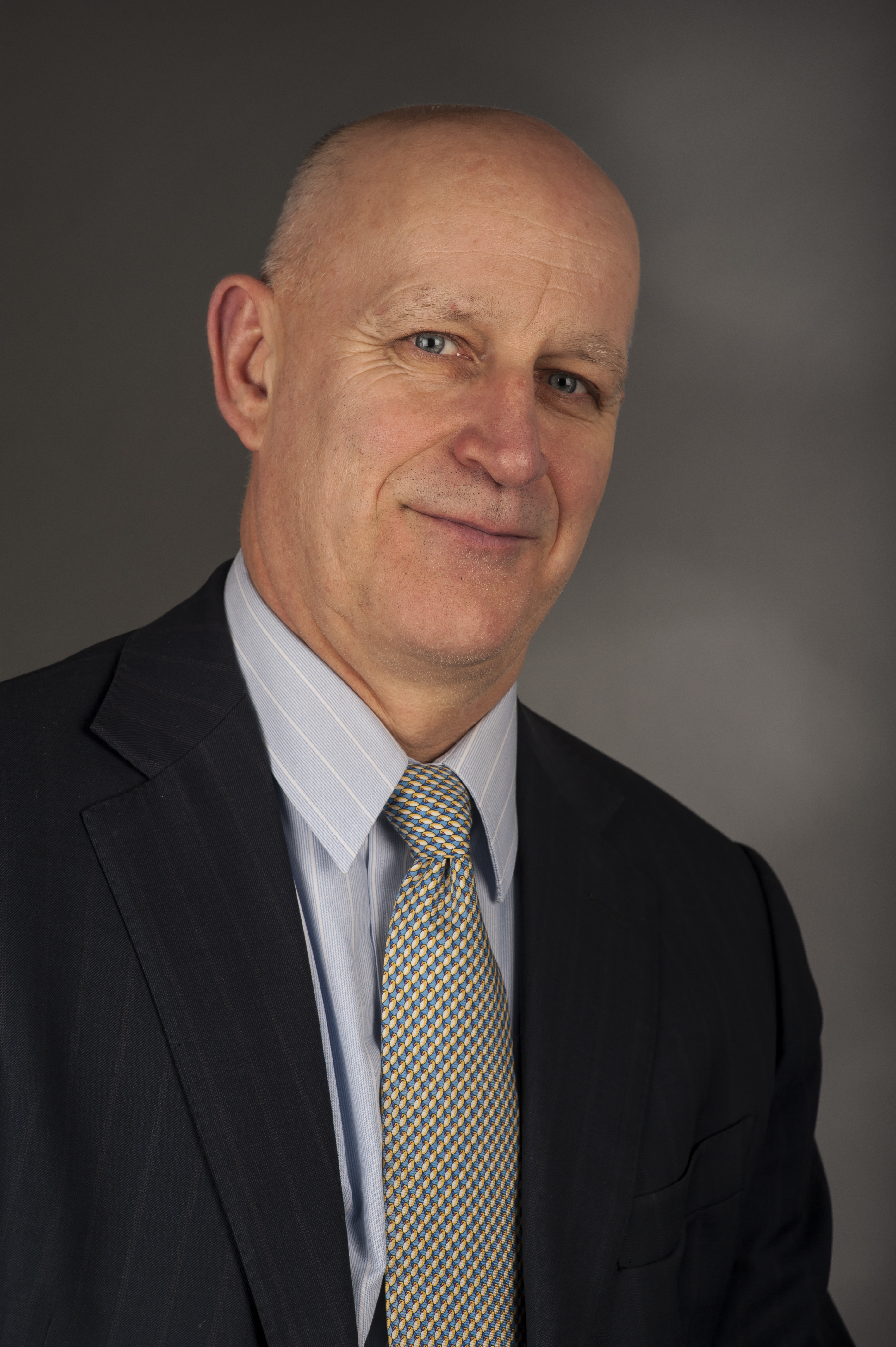
Skinner

Peter Skinner (n. 1 iunie 1959) este un om politic britanic, membru al Parlamentului European în perioadele 1994-1999, 1999-2004 si 2004-2009 din partea Regatului Unit.
1. ↑  Deputații în Parlamentul European